# 陈爰

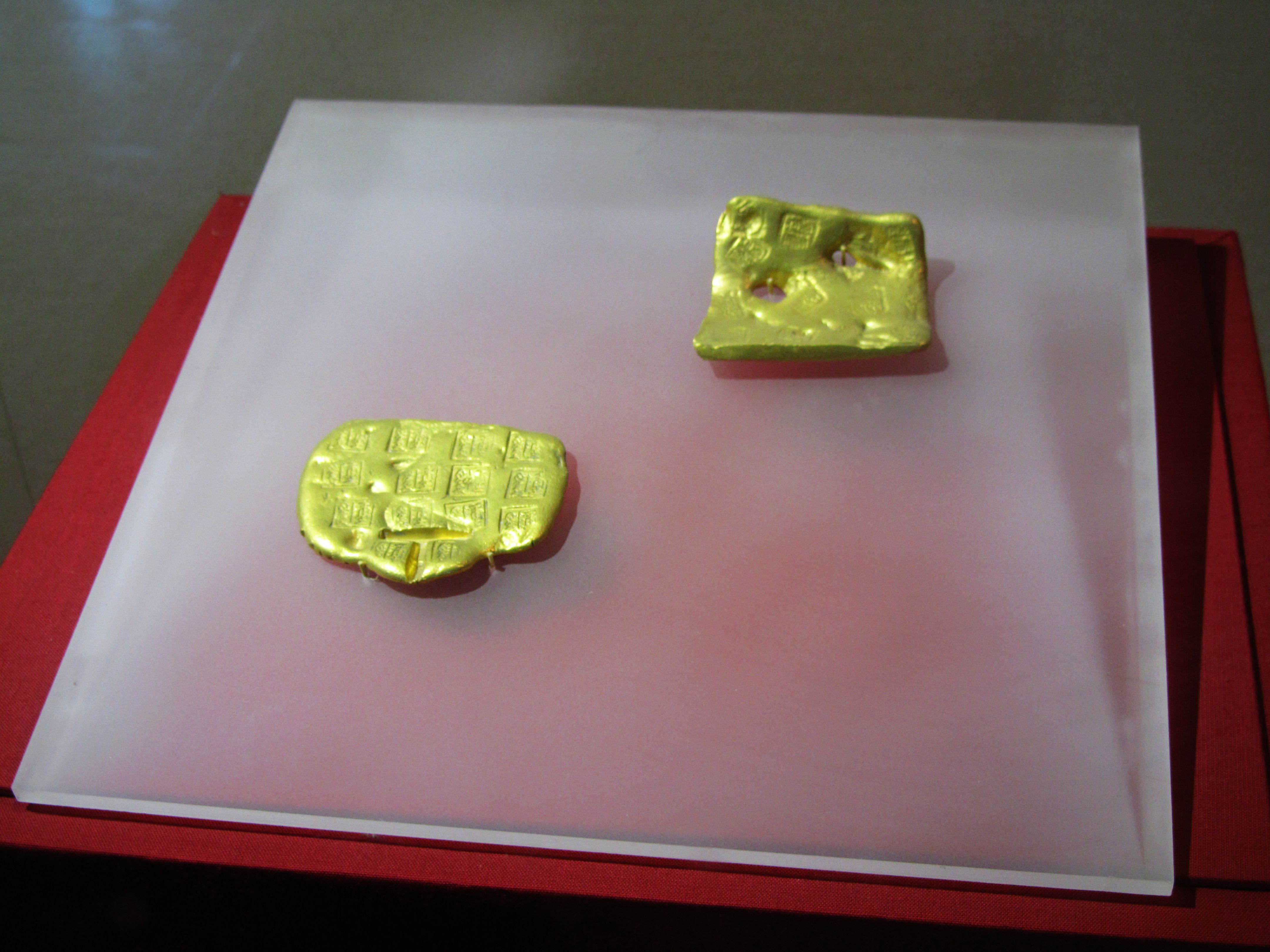
陈爰金币，1972年窑店路家坡出土，现藏于咸阳博物院

陈爰，春秋战国时期楚国黄金称量货币金版的一种，因钤刻有“陈爰”二字方印而得名。“陈爰”并非该币钱文的唯一释读，钱币学界还有将其释读为“陈爯”、“陈称”等的。

## 出土
1972年陕西省咸阳市窑店出土8块楚国“陈爰”金版。1978年1月，河南省襄城县王洛公社北宋大队出土金币47件，其中陈爰4块。

## 钱文释读

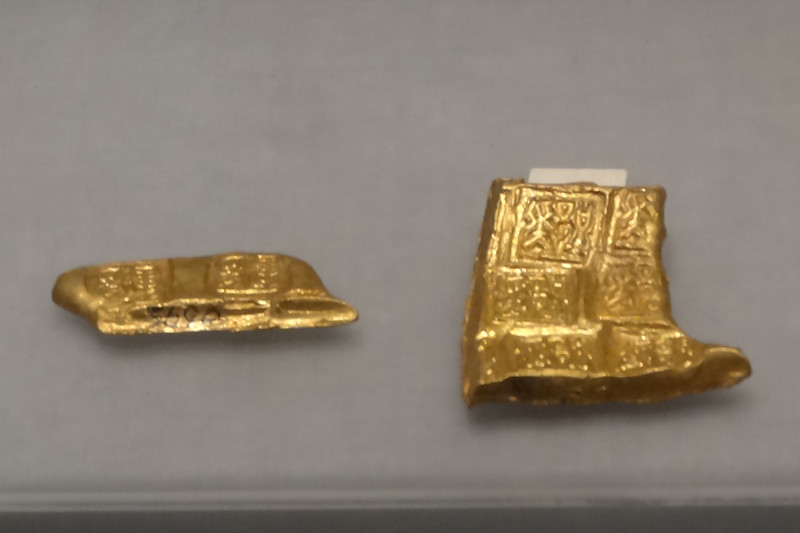
陈爯金版（左）与郢爰金版（右），1974年扶沟县古城村出土

对于钱文的第一个字，钱币学界多将其隶定为“陈”，为古地名，在今河南淮阳，前438年入楚，前278年成为楚都。
对于钱文的第二个字，《中国钱币大辞典·先秦编》一书释读为“爯”；《中国历代货币大系1：先秦货币》一书释读为“爰”；黄锡全《〈中国历代货币大系·先秦货币〉释文校订》一文中释读为“称” 。